# Shooting Fish
Pour les articles homonymes, voir Fish.
Pour plus de détails, voir Fiche technique et Distribution.
Shooting Fish est un film britannique de Stefan Schwartz produit en 1997.

## Synopsis
Jez, 26 ans, anglais, orphelin, est un génie de la technologie et de la physique, mais rejeté par le monde du travail en raison de ses difficultés à communiquer avec le monde extérieur.

Dylan, 26 ans, américain, orphelin, possède certains talents d'orateur, mais est rejeté par le monde du travail en raison de sa dyslexie qui l'empêche de lire et d'écrire normalement.

Ces deux jeunes hommes ont compris dès leur enfance que cette société ne les accepterait jamais. Mais peu après leur rencontre, ils ont également compris que, grâce à leurs talents combinés, il leur restait une filière professionnelle possible : l'escroquerie. Dylan charme les « pigeons », et Jez apporte le soutien technique.

Pour l'une de leurs plus grandes arnaques, ils vont recruter Georgie, une secrétaire dactylo qui pourrait leur être très utile.

## Fiche technique
- Titre original : Shooting Fish
- Réalisation : Stefan Schwartz
- Scénario : Stefan Schwartz, Richard Holmes
- Producteurs : Richard Holmes
- Musique : Stanislas Syrewicz
- Photographie : Henry Braham
- Pays d'origine :  Royaume-Uni
- Tourné en : Anglais
- Format : Couleur - 35 mm
- Genre : Comédie
- Durée : 109 minutes
- Dates de sorties :
  - Royaume-Uni : 18 octobre 1997
  - France : 10 juin 1998
  - Suisse : 10 juin 1998 (région francophone)

## Distribution
- Stuart Townsend (V. F. : Damien Boisseau) : Jez
- Dan Futterman (V. F. : Jean-Pierre Michaël) : Dylan
- Kate Beckinsale (V. F. : Claire Guyot) : Georgie
- Nickolas Grace : M. Stratton-Luce
- Ralph Ineson : M. Ray
- Dominic Mafham : Roger
- Peter Capaldi : Mr Gilzean

## Autour du film
- Le film fut tourné du 27 août au 27 octobre 1996[1] à Londres,  à Hertfordshire et en studio dans le  Surrey[2]

## Vidéographie
- Shooting Fish - Édité chez Pathé / Fox Pathé Europa (24 octobre 2001) [3] - DVD Zone 2